# Guarda-rios-de-crista
O Guarda-rios-de-crista guarda-rios-cintado ou martim-pescador-cintado (Megaceryle alcyon) é uma ave martim-pescador de água grande e conspícuo, nativo da América do Norte. Todos os martins-pescadores foram anteriormente colocados em uma família, Alcedinidae, mas pesquisas recentes sugerem que isso deve ser dividido em três subfamílias.

## Taxonomia
A primeira descrição formal do martim-pescador com cinto foi feita pelo naturalista sueco Carl Linnaeus em 1758 na décima edição de seu Systema Naturae . Ele introduziu o nome binomial Alcedo alcyon. O gênero atual Megaceryle foi erigido pelo naturalista alemão Johann Jakob Kaup em 1848. Megaceryle é do grego antigo megas, "grande", e do gênero existente Ceryle. O alcyon específico é latim para "martim-pescador".
Os grandes martins-pescadores verdes Megaceryle foram anteriormente colocados em Ceryle com o martim-pescador pied, mas este último está mais perto dos martins-pescadores verdes americanos de Clorocerilo. O parente vivo mais próximo do martim-pescador com cinto é o martim-pescador com anéis (M. torquata), e esses dois provavelmente se originaram de um megacerilo africano que colonizou as Américas.

## Descrição
O martim-pescador com cinto é uma ave atarracada de tamanho médio que mede entre 28 e 28–35 cm (11–14 in) de comprimento com uma envergadura entre 48–58 cm (19–23 in) . Este martim-pescador pode pesar de 113 to 178 g (4.0 to 6.3 oz) . A média da fêmea adulta é ligeiramente maior do que o macho adulto.
Esta espécie tem uma cabeça grande com uma crista desgrenhada. Seu bico longo e pesado é preto com uma base cinza. Essas características são comuns em muitas espécies de martim-pescador. Este martim -pescador mostra dimorfismo sexual reverso, com a fêmea mais colorida do que o macho. Ambos os sexos têm a cabeça azul ardósia, grande colarinho branco, uma grande faixa azul no peito e partes inferiores brancas. As costas e as asas são azul ardósia com pontas de penas pretas com pequenos pontos brancos. A fêmea apresenta uma faixa ruiva na parte superior da barriga que se estende pelos flancos. Os juvenis desta espécie são semelhantes aos adultos, mas ambos os sexos apresentam a faixa ruiva na parte superior do ventre. Os machos juvenis terão uma faixa ruiva um pouco manchada, enquanto a faixa nas fêmeas será muito mais fina do que nas fêmeas adultas.

## Distribuição e habitat
O único martim -pescador na maior parte de seu alcance, o habitat de reprodução do martim-pescador com cinto fica perto de corpos de águas interiores ou costas na maior parte da América do Norte, no Canadá, no Alasca e nos Estados Unidos. Eles migram das partes do norte de seu alcance para o sul dos Estados Unidos, México, América Central e Índias Ocidentais no inverno. É um visitante raro nas áreas do norte da Colômbia, Venezuela e Guianas. Durante a migração pode afastar-se da terra; a espécie é registrada como visitante acidental em várias ilhas do Pacífico, como Ilha Cocos, Ilha Malpelo, Havaí, Açores, Ilha Clarion, e ocorreu como um errante extremamente raro no Equador, Groenlândia, Irlanda, Holanda, Portugal e Reino Unido. Os registros mais ao sul de M. alcyon são do Arquipélago de Galápagos, Equador insular, onde ocorre como um migrante em pequeno número, mas aparentemente não todos os anos.
Ele deixa as partes do norte de seu alcance quando a água congela; em áreas mais quentes, é um residente permanente. Alguns indivíduos podem permanecer no norte mesmo nos invernos mais frios, exceto no Ártico, se houver corpos de água abertos restantes.

## Ecologia e comportamento

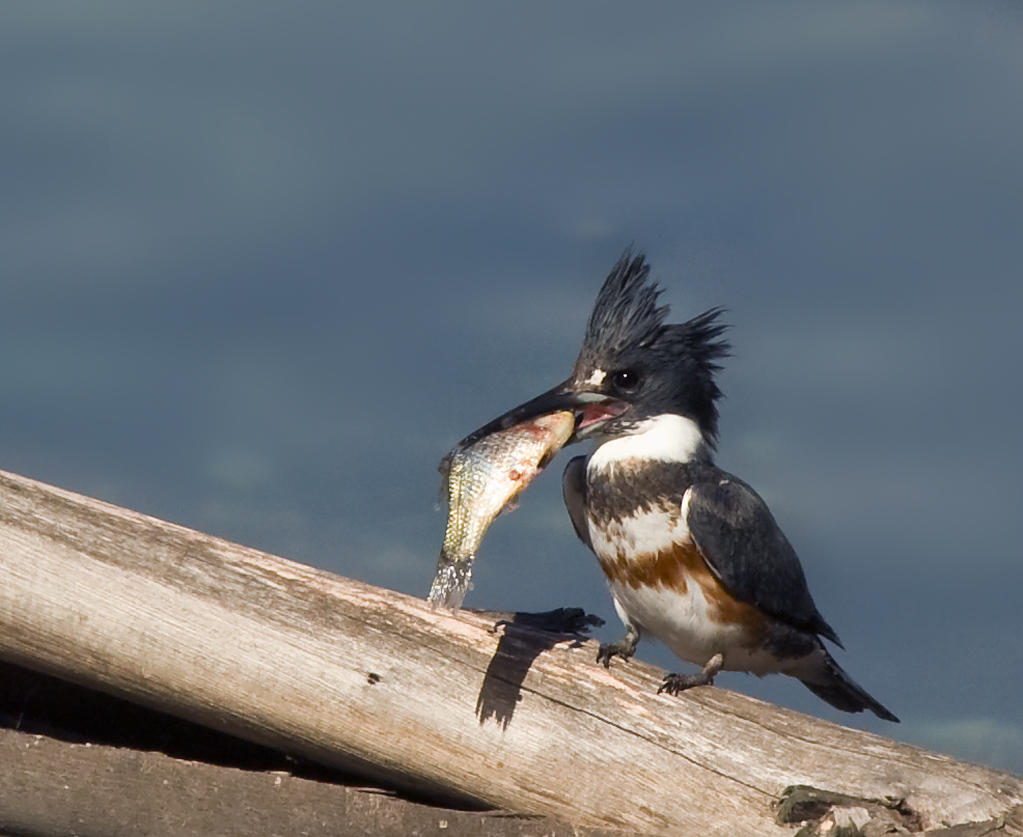
Fêmea com presa

O martim-pescador com cinto é frequentemente visto empoleirado de forma proeminente em árvores, postes ou outros pontos de observação adequados perto da água antes de mergulhar de cabeça atrás de sua presa de peixe. Eles também comem anfíbios, pequenos crustáceos, insetos, pequenos mamíferos e répteis.
À medida que o martim-pescador voa sobre seu habitat, ele frequentemente emite um chamado característico. Assim, um pequeno grupo de martim-pescador com cinto é conhecido como chocalho, concentração ou kerfuffle.
Este pássaro nidifica em um túnel horizontal feito na margem de um rio ou banco de areia e escavado por ambos os pais. A fêmea põe de cinco a oito ovos e ambos os adultos compartilham a tarefa de incubar os ovos e alimentar os filhotes. Durante a época de reprodução, os machos também podem exibir um forte grau de territorialidade nas imediações de seu ninho, afugentando coespecíficos e predadores.
O ninho do martim-pescador com cinto é um túnel longo e muitas vezes inclina-se para cima. Uma possível razão para a subida do declive é que, em caso de inundação, os pintinhos poderão sobreviver na bolsa de ar formada pela extremidade elevada do túnel.